# Sebevraždy na Ukrajině
Sebevraždy na Ukrajině jsou v zemi závažným společenským problémem. V roce 2009 se Ukrajina celosvětově, podle počtu sebevražd na 100 tisíc obyvatel, umístila na 13. místě. Sebevražda je nejčastějším typem smrtelného zranění a také hlavní příčinou úmrtí v ukrajinské armádě (údaje z roku 2012; před začátkem rusko-ukrajinské války).

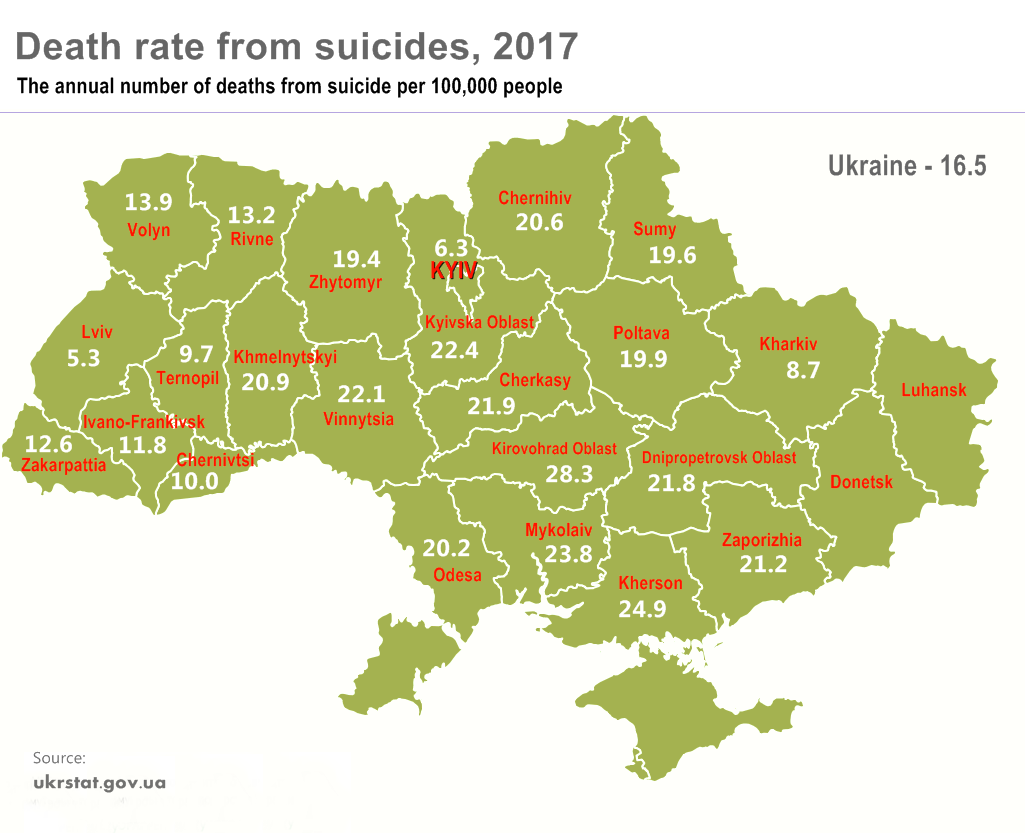
Úmrtnost při sebevraždách v ukrajinských regionech (na 100 tisíc obyvatel)

## Statistiky
| Míra sebevražd (na 100 tisíc obyvatel) podle pohlaví; Ukrajina 1981-2009 | Míra sebevražd (na 100 tisíc obyvatel) podle pohlaví; Ukrajina 1981-2009 | Míra sebevražd (na 100 tisíc obyvatel) podle pohlaví; Ukrajina 1981-2009 | Míra sebevražd (na 100 tisíc obyvatel) podle pohlaví; Ukrajina 1981-2009 | Míra sebevražd (na 100 tisíc obyvatel) podle pohlaví; Ukrajina 1981-2009 | Míra sebevražd (na 100 tisíc obyvatel) podle pohlaví; Ukrajina 1981-2009 | Míra sebevražd (na 100 tisíc obyvatel) podle pohlaví; Ukrajina 1981-2009 | Míra sebevražd (na 100 tisíc obyvatel) podle pohlaví; Ukrajina 1981-2009 |
| Pohlaví                                                                  | 1981                                                                     | 1985                                                                     | 1990                                                                     | 1995                                                                     | 2000                                                                     | 2005                                                                     | 2009                                                                     |
| ------------------------------------------------------------------------ | ------------------------------------------------------------------------ | ------------------------------------------------------------------------ | ------------------------------------------------------------------------ | ------------------------------------------------------------------------ | ------------------------------------------------------------------------ | ------------------------------------------------------------------------ | ------------------------------------------------------------------------ |
| Muži                                                                     | 40.8                                                                     | 37.7                                                                     | 34.6                                                                     | 50.2                                                                     | 52.1                                                                     | 40.9                                                                     | 37.8                                                                     |
| Ženy                                                                     | 9.3                                                                      | 9.1                                                                      | 8.7                                                                      | 9.6                                                                      | 10.0                                                                     | 7.0                                                                      | 7.0                                                                      |
| Celkem                                                                   | 23.7                                                                     | 22.3                                                                     | 20.7                                                                     | 28.4                                                                     | 29.6                                                                     | 22.6                                                                     | 21.2                                                                     |
| Zdroj: Světová zdravotnická organizace                                   |                                                                          |                                                                          |                                                                          |                                                                          |                                                                          |                                                                          |                                                                          |

| Počet sebevražd podle věkové skupiny a pohlaví. Ukrajina 2009 | Počet sebevražd podle věkové skupiny a pohlaví. Ukrajina 2009 | Počet sebevražd podle věkové skupiny a pohlaví. Ukrajina 2009 | Počet sebevražd podle věkové skupiny a pohlaví. Ukrajina 2009 | Počet sebevražd podle věkové skupiny a pohlaví. Ukrajina 2009 | Počet sebevražd podle věkové skupiny a pohlaví. Ukrajina 2009 | Počet sebevražd podle věkové skupiny a pohlaví. Ukrajina 2009 | Počet sebevražd podle věkové skupiny a pohlaví. Ukrajina 2009 | Počet sebevražd podle věkové skupiny a pohlaví. Ukrajina 2009 | Počet sebevražd podle věkové skupiny a pohlaví. Ukrajina 2009 |
| ------------------------------------------------------------- | ------------------------------------------------------------- | ------------------------------------------------------------- | ------------------------------------------------------------- | ------------------------------------------------------------- | ------------------------------------------------------------- | ------------------------------------------------------------- | ------------------------------------------------------------- | ------------------------------------------------------------- | ------------------------------------------------------------- |
| Věk (roky)                                                    | 5-14                                                          | 15-24                                                         | 25-34                                                         | 35-44                                                         | 45-54                                                         | 55-64                                                         | 65-74                                                         | 75+                                                           | Celkem                                                        |
| Muži                                                          | 34                                                            | 906                                                           | 1504                                                          | 1423                                                          | 1710                                                          | 1020                                                          | 862                                                           | 532                                                           | 7992                                                          |
| Ženy                                                          | 19                                                            | 148                                                           | 186                                                           | 216                                                           | 286                                                           | 243                                                           | 313                                                           | 313                                                           | 1724                                                          |
| Celkem                                                        | 53                                                            | 1054                                                          | 1690                                                          | 1639                                                          | 1996                                                          | 1263                                                          | 1175                                                          | 845                                                           | 9716                                                          |
| Zdroj: Světová zdravotnická organizace                        |                                                               |                                                               |                                                               |                                                               |                                                               |                                                               |                                                               |                                                               |                                                               |

## Sebevraždy v ukrajinské armádě
Sebevražda je hlavní příčina úmrtí v armádě (18—50 % všech úmrtí). Primární příčinou sebevražd jsou dlouhotrvající psychogenní poruchy způsobené potížemi s armádním životním stylem a neschopností přizpůsobit se prostředí a životnímu stresu.
Multicentrická studie o sebevražedných pokusech provedla jednoroční průzkum sebevražedného chování mezi ukrajinskými vojáky na základě pokynů Světové zdravotnické organizace. Průzkum odhalil:
- Průměrný věk při pokusu o sebevraždu byl 19,9.
- 65 % pokusů o sebevraždu následně vyžadovalo hospitalizaci, ostatní potřebovali ambulantní vyšetření.
- Nejčastější metody pokusů o sebevraždu:
  - Oběšení (54,5 %)
  - Podřezání (27,3 %)
  - Skok z výšky (9,1 %)
  - Předávkování barbituráty nebo jinými sedativními léky (9,1 %).

Poměr úmrtí na sebevraždy, OWID

## Sebevraždy významných Ukrajinců
- Olexandr Kovalenko — profesionální fotbalista, spáchal sebevraždu skokem z okna svého bytu
- Vasyl Jevsejev — fotbalista a trenér, spáchal sebevraždu skokem z výšky
- Mychailo Čečetov — politik a náměstek předsedy Strany regionů, spáchal sebevraždu skokem z okna svého bytu

## Prevence
Ukrajinská vláda a různé národní a mezinárodní organizace podnikají individuální pokusy a iniciativy k prevenci sebevražd. Pomoc a rady lidem se sebevražednými sklony poskytují různá sdružení.
| Sdružení                              | Adresa                    | Způsob kontaktu                | Horká linka              | Hodiny                         |
| ------------------------------------- | ------------------------- | ------------------------------ | ------------------------ | ------------------------------ |
| Linka důvěry „Stavropyghion-058“ Lvov | PO Box 1067 1290000, LVOV | po telefonu                    | 058                      | Každý den 00:00—23:00          |
| Oděsa                                 |                           | 1) Z očí do očí 2) po telefonu | 0487 327715, 0482 226565 | Po, út, st, čt, pá: 10:00—8:00 |
| Zdroj: Suicide.org                    |                           |                                |                          |                                |